# 淫行条例
淫行条例（日语：淫行条例/いんこうじょうれい）是指日本地方自治体制定的青少年保护育成条例中，规定与青少年（18岁以下，即17岁及以下的男女）发生的“淫行”、“淫乱的性行为”、猥亵行为、“淫乱性交”以及向青少年“教导或展示前述行为（如‘淫行’等）”等行为的条例条文（即“淫行惩罚规定”）的通称。
该条例在日本刑法规定的13-16岁的性同意年龄的基础上，对与未成年人发生性行为进行了进一步限制。
尽管“淫行条例”并不是正式的法律术语，但作为法律术语仍然可以通用。原本的“淫行”泛指“淫乱的性行为”，但由于该条例的实施，现已仅限于与18岁以下的对象发生行为时使用该术语。

## 概述
根据福冈县青少年保护育成条例事件中日本最高法院的判例，淫行条例所规范的“淫行”定义如下：

…根据本条例（福冈县青少年保护育成条例）第10条第1款（当时）的规定，“淫行”应理解为：不应广泛解读为针对青少年的性行为，一般应指通过引诱、威胁、欺骗或让青少年困惑等不当手段，利用其心身尚未成熟的情况进行的性行为或性行为相似的行为，此外，还应包括将青少年视为满足自己性欲的对象进行的性行为或性行为相似行为。

然而，如果广义地理解“淫行”为针对青少年的性行为，那么该词的定义就无法符合原意，且可能会包括例如与已订婚的青少年或拥有类似真诚交往关系的青少年之间的性行为等，这些行为显然不应视为犯罪，且如果将“淫行”仅理解为反伦理或不纯洁的性行为，亦难以作为犯罪构成要件，因此，必须在合理范围内限制该词的理解，如上述所示。…
 — 1985年（昭和60年）10月23日，最高法院大法庭
然而，即使双方当事人认为性行为是建立在“真诚交往关系”上的，仍可能被认定为“淫行”并被逮捕。在这种情况下，青少年的监护人通常会提出告发，进而导致逮捕。
根据2016年3月31日的警视厅网站 （页面存档备份，存于），淫行处罚规定中列出了以下排除条件：
“但在‘订婚中的青少年或具有类似真诚交往关系’的情况下，不适用。”
 — 警视厅网站（2016年3月31日）
 目前，淫行条例并不作为亲告罪处理，2006年时没有地方性条例规定此类条例为亲告罪。到2005年为止，只有兵库县的青少年爱护条例规定此为亲告罪。
此外，许多淫行条例规定，“如果行为人是青少年，则不适用惩罚”这一条款。这意味着“没有惩罚适用”仅是一个限制，但即使青少年之间发生“淫行”行为，依然会被视为违反条例（即违法），并可能成为辅导等的对象。
例如，东京都青少年健全育成条例第30条规定：“如果条例违反者为青少年，则本条例的惩罚条款不适用于该青少年”的行为。
许多自治体将最高刑定为地方自治法第14条允许的上限，即2年有期徒刑。

## 法律性质
由于没有将“淫行”惩罚委托给条例中具体的法令规定，因此其属于自治条例的范畴。此外，由于法令并未将制定淫行条例的主体限定为都道府县，因此市町村也可以制定淫行条例。

## 与《儿童福利法》第34条第1项第6号“禁止使儿童进行淫行”的规定及《少年法》的关系
淫行条例与《儿童福利法》第34条第1项第6号中“禁止使儿童进行淫行”之间的界限较为模糊。根据该规定，“使儿童进行淫行”包括“让儿童与自己进行淫行”，即“与儿童发生淫行的行为”。值得注意的是，《儿童福利法》中所指的“儿童”也指18岁以下的男女，和青少年一样。
根据东京高等法院的判例，“使儿童进行淫行”包括以下行为：

…“使儿童进行淫行”从文理上理解，指让儿童与行为人以外的第三者发生淫行的行为，或让儿童与行为人自己发生淫行的行为。…

“使儿童进行淫行”的行为不仅仅指强迫儿童进行淫行，还包括通过直接或间接、物质或精神上的影响力，事实上促使或助长儿童进行淫行的行为。…

这些行为超出了单纯的淫行行为范畴，指通过事实上的影响力促使儿童发生淫行，最终使儿童进行淫行的行为。…
 — 1996年（平成8年）10月30日，东京高等法院
也就是说，如果某一地区的淫行条例具有局限性，那么该地区的淫行条例未能涵盖的行为可能会依据上述规定被调查和处罚。
此规定的解释在后来的“长野县儿童福利法违反事件”中发生了显著变化，因此目前普遍以此方式进行理解。之前，该行为主要涉及“让第三方与儿童进行淫行”。
此外，尽管《儿童福利法》的淫行罪已通过删除《少年法》第37条，转由地方法院管辖，但当加害人是少年（20岁以下）时，案件通常会交由家庭法院处理。无论是违反条例还是《儿童福利法》，若加害人是少年（20岁以下），根据《少年法》第61条的规定，实名报道将受到限制。

## 实例
- 福冈县（福冈县青少年健全育成条例）规定，青少年“淫行或猥亵行为”是规制对象，并且还规定“不得教导或展示前述行为（淫行或猥亵行为）”。该条文留有较宽的解释空间。

福冈县青少年健全育成条例（旧称：福冈县青少年保护育成条例）
（淫行或猥亵行为的禁止）
第三十一条　任何人不得对青少年实施淫行或猥亵行为。
第二项　任何人不得教导或展示前述行为给青少年。
- 东京都（东京都青少年健全育成条例）规定，与青少年进行“淫乱性交或性交相似行为”是规制对象。

东京都青少年健全育成条例
（禁止对青少年进行不道德的性交等行为）
第十八条之六　任何人不得与青少年进行淫乱性交或性交相似行为。
此外，警视厅在解释“淫乱性交或性交相似行为”时，似乎参考了福冈县事件中的最高法院判例，进行了限制，规定“通过引诱、威胁、欺骗或让青少年困惑等不当手段，以其心身未成熟为基础，实施的性交或性交相似行为，另外，若青少年仅被视为满足自己性欲的对象进行的性交或性交相似行为，且已与青少年订婚或有类似真诚交往关系的情况下不适用该条款”。
- 有些地方自治体仅针对通过威胁、欺骗等手段实施的淫行或以金钱为目的的卖淫（援助交际中的性行为）进行规制。

- 条例通常采用属地主义，地方公共团体仅有处理“本地事务（以及根据法律或基于法律的行政命令处理的其他事务）”的权力（地方自治法第2条第2项）。因此，如果在不属于自己居住地的地方实施“淫行”，且该地方的条例未对此行为进行处罚，理论上可以依据居住地的条例进行处罚，但这种做法在地方自治法上存在合法性疑虑。

## 制定的经过与历史
- 在兒童買春、兒童色情關係行為等規制及處罰並兒童保護等相關法律（儿童买春法）实施之前（1999年），儿童买春曾被视为淫行条例的违反行为。
  - 卖春防止法第3条禁止单纯卖春（例如：情人或妾与多方保持相似关系并收取报酬）及买春本身，但未规定处罚措施。此外，依据该法第5条的规定，涉及约会网站、电话俱乐部、街头拉客等公然招揽的行为会被处罚。
  - 因此，在儿童买春法实施之前，唯一的卖春相关法令是卖春防止法，而该法未对买春方的男性规定处罚措施。此时，《儿童福利法》中关于“让儿童与自己发生淫行”的条款过于模糊，且实际上在执行中鲜有应用。由于在没有淫行条例的地区实施儿童买春时很难被处罚，关于引入明确规定买春行为处罚的法律的讨论，通常围绕儿童买春问题展开。
- 淫行处罚规定最早是由和歌山县于1951年在青少年条例中引入的[3]。
- 在东京都（东京都青少年健全育成条例）中，关于淫行条例的引入，曾在1988年和1997年两度在青少年问题协商会上被否决，而且东京都的相关部门在1985年时曾对朝日新闻表示：“合意的性行为不应适用于处罚，现有的法律已经足够。”因此，最初没有涉及自愿性行为或非买春的性行为的相关条款。然而，2005年2月，提出了修正案“任何人不得与青少年进行淫乱性交或性交相似行为”，并在自民党、公明党等多数支持下通过并生效。
- 千叶县（千叶县青少年健全育成条例）规定，仅对“卖春、通过威胁、欺骗或困惑等手段实施的性行为、受中介服务的性行为”进行规制，最初没有对自愿性行为的条款进行规制，但在2005年进行了修正，规定“任何人不得对青少年实施威胁、欺骗或困惑等不当手段，或将其视为满足自己性欲的对象，进行性行为或猥亵行为”。
- 东京都涩谷区在1996年2月提出，因当时缺乏儿童买春禁止法且东京都青少年条例没有相关处罚条款，认为有必要引入包括淫行处罚规定在内的独立青少年保护条例，但最终并未实施。

## 反对意见
福冈县青少年保护育成条例事件的最高法院判决中，三名法官（伊藤正己法官、谷口正孝法官、岛谷六郎法官）提出了“福冈县的淫行处罚规定违宪，被告无罪”的反对意见（少数意见）。
例如，当时的谷口正孝法官表示：“即便在青少年中，例如16岁以上的年长者（根据民法，女子在16岁以上可以结婚），以此为基础，禁止两者基于自由意志进行的一切性行为，这实际上是在公权力下对这些人的性自由进行不当干涉，绝对不能算是适当的规定。”此外，针对女子的情况，还涉及到与婚姻合法年龄的矛盾（不过，自2022年4月1日起，男女的法定结婚年龄已统一为18岁（根据修订后的民法））。
学术界有观点认为，“淫行”这一用语含义模糊，存在随意解释的可能性，因此被批评为违反罪刑法定主义。此外，还指出警察和司法机关介入个人交往关系，有侵犯个人隐私之虞。另外，国家政府和议会没有履行本来应有的立法责任，而是将判断权交给地方自治体，导致各条例规定的法定刑和构成要件不均衡，而且根据《地方自治法》第14条第2项的罚则有限，难以充分应对近年来的严罚化要求。在此背景下，也存在要求国家（政府）进行全面法律整顿的声音
另外，日本律师联合会在其《关于“儿童买春、儿童色情行为的处罚及儿童保护等法律草案”》及《关于刑法部分修订草案的意见书》（1998年5月1日）中指出，应尽快建立法律框架，处理“父母、教师等无偿性的性虐待”问题，并全面废除淫行处罚规定。
- 2006年3月24日，奈良县议会以自民党和公明党等多数票通过了《奈良县少年辅导条例（平成18年奈良县条例57号）》，该条例将可能危害未满18岁少年健康成长的性行为列为辅导对象。对此，部分人认为该条例严重限制了性自由，并且日本律师联合会也持反对立场。

## 与其他国家的比较
另一方面，包括马萨诸塞州在内的许多国家和地区均设有禁止与16岁以下者发生性行为的法律。通常，这些法律会设定性同意年龄（亦称合意年龄、承诺年龄），其标准依据多为行为人是否具备对性行为之意义及其后果的实质理解能力。
相比之下，日本多数淫行条例即使在行为人具有一定理解能力的情况下，只要行为被认定为“淫乱”便可能违法，其判断标准具有较强的主观性和价值判断色彩。
此外，条例是否适用于行为人年满16岁但对象未满16岁，抑或行为人未满16岁，因条例而受到处分，在不同地区之间亦无明确统一标准。
进一步来看，日本普遍采用地方政府通过条例进行规制，而在其他中华地区，性犯罪的规制多以国家法律形式存在，具有一贯性与统一性。
例如，中国大陆的性同意年龄为14岁，但在2013年《最高人民法院、最高人民检察院、公安部、司法部关于依法惩治性侵害未成年人犯罪的意见》第27条中规定，14岁以上16岁未满的人若与不满14岁幼女发生性关系，只要双方年龄接近、情节轻微且未造成严重后果，则不认定为犯罪，即为所谓的两小无猜条款。该条款构成对《中华人民共和国刑法》第236条第3款中“与不满14周岁幼女发生性关系即视为强奸”的例外规定。
在中国香港，性同意年龄为16岁；此外根据《刑事罪行条例》第127条，任何人在女子父母或监护人反对的情况下，将未满18岁的未婚女子带离其监护范围，并意图与其或他人发生性行为，即构成犯罪，最高可判监禁7年。
在中国澳门，性同意年龄为14岁。然而若行为人利用14岁至16岁未成年人对性行为的无知或经验不足与其发生性关系，最高可处以4年徒刑；如为重要性欲行为，亦可判处最高3年徒刑。
在中国台湾（中华民国），性同意年龄为16岁。根据《中华民国刑法》第227条、第229条之1，若双方均为未成年人，性行为属于告诉乃论，并可能依法减轻或免除处罚。
综上所述，在多数国家和地区，如中国大陆、香港、澳门、台湾及美国多州，性同意年龄及性犯罪的构成要件均由国家或州级立法机关明确规定，极少依赖“淫乱”或“猥亵”等主观性概念作为处罚依据。相较之下，日本的淫行条例多由地方政府设定，对“淫行”的定义模糊不清，存在执法弹性过大与干涉性自主权的争议。
有研究指出，淫行条例的实施未能有效遏制严重性犯罪，反而在长期内促使强制猥亵等中度性犯罪数量上升，表明此类法规可能适得其反。

## 相关判例
- 福冈县青少年保护育成条例事件
一名成年男性与其交往中的当时16岁的女性发生性关系，被认为属于“淫行”。依据前述关于“淫行”定义的限定性解释，最终判决无罪[11]。（1985年10月23日，最高法院）
- 长野县儿童福利法违反事件
一名初中教师于1995年3月25日在其任职的学校的女子初中生家中，与同年4月30日在饭田市的汽车旅馆（该不动产并非依据《风俗营业等的规范和业态适正化等相关法律》登记的正规汽车旅馆，而是位于禁业区的伪装汽车旅馆）中，向受害者展示预先购买的震动器并教导操作方法，强迫其进行自慰行为，最终被判定为违反了《儿童福利法》中的“使儿童进行淫行”的行为（1998年11月2日，最高法院）。
- 爱知县青少年保护育成条例违反案例
2007年5月23日，名古屋简易法院判定一名既已婚且有妻儿的饮食店副店长，因与当时17岁的女高中生兼职员工发生性关系而违反条例。然而，由于双方互有恋爱感情，法院认为“将其定为‘淫行’有相当的疑问”，最终判决无罪。由于检察机关未提出上诉，该判决生效。此后，该男性向国家和爱知县提起赔偿诉讼。2010年2月5日，名古屋地方法院认为，“两人是在认真交往，报案是因男方未给钱而被女方家长主导提出的。并没有逮捕和起诉的理由”，因此命令被告双方（国家和爱知县）支付总计200万日元赔偿金[12]。该男性提出上诉，2011年4月14日，名古屋高等法院指出“交往并不真诚”并指出“无罪判决的确认并不意味着行为不违法”，最终驳回原告的请求[13]。该男性继续上诉，2012年3月28日，最高法院第二小法庭维持了二审判决，判定男性败诉[14]。

## 各都道府县的淫行处罚规定
各条例的名称和制定年月请参考青少年保护育成条例。
| 都道府县 | 对儿童淫行的处罚                    | 教导或展示儿童淫行的处罚            |
| -------- | ----------------------------------- | ----------------------------------- |
| 北海道   | 2年以下有期徒刑或100万日元以下罚款  | 1年以下有期徒刑或50万日元以下罚款   |
| 青森县   | 2年以下有期徒刑或100万日元以下罚款  | 6个月以下有期徒刑或30万日元以下罚款 |
| 岩手县   | 1年以下有期徒刑或50万日元以下罚款   | 30万日元以下罚款                    |
| 宫城县   | 2年以下有期徒刑或50万日元以下罚款   | 30万日元以下罚款                    |
| 秋田县   | 1年以下有期徒刑或50万日元以下罚款   | 20万日元以下罚款                    |
| 山形县   | 1年以下有期徒刑或50万日元以下罚款   | 30万日元以下罚款                    |
| 福岛县   | 6个月以下有期徒刑或50万日元以下罚款 | 30万日元以下罚款                    |
| 茨城县   | 1年以下有期徒刑或50万日元以下罚款   | 30万日元以下罚款或科罚              |
| 栃木县   | 1年以下有期徒刑或50万日元以下罚款   | 同左                                |
| 群马县   | 2年以下有期徒刑或100万日元以下罚款  | 同左                                |
| 埼玉县   | 1年以下有期徒刑或50万日元以下罚款   | 30万日元以下罚款                    |
| 千叶县   | 2年以下有期徒刑或100万日元以下罚款  | 无规定                              |
| 东京都   | 2年以下有期徒刑或100万日元以下罚款  | 无规定                              |
| 神奈川县 | 2年以下有期徒刑或100万日元以下罚款  | 1年以下有期徒刑或50万日元以下罚款   |
| 新潟县   | 2年以下有期徒刑或100万日元以下罚款  | 6个月以下有期徒刑或30万日元以下罚款 |
| 富山县   | 2年以下有期徒刑或100万日元以下罚款  | 1年以下有期徒刑或50万日元以下罚款   |
| 石川县   | 1年以下有期徒刑或50万日元以下罚款   | 30万日元以下罚款                    |
| 福井县   | 2年以下有期徒刑或100万日元以下罚款  | 1年以下有期徒刑或50万日元以下罚款   |
| 山梨县   | 2年以下有期徒刑或100万日元以下罚款  | 50万日元以下罚款                    |
| 长野县   | 2年以下有期徒刑或100万日元以下罚款  | 有规定但无处罚                      |
| 岐阜县   | 2年以下有期徒刑或100万日元以下罚款  | 同左                                |
| 静冈县   | 2年以下有期徒刑或50万日元以下罚款   | 30万日元以下罚款                    |
| 爱知县   | 1年以下有期徒刑或50万日元以下罚款   | 30万日元以下罚款                    |
| 三重县   | 2年以下有期徒刑或100万日元以下罚款  | 10万日元以下罚款或科罚              |
| 滋贺县   | 6个月以下有期徒刑或50万日元以下罚款 | 同左                                |
| 京都府   | 1年以下有期徒刑或50万日元以下罚款   | 同左                                |
| 大阪府   | 6个月以下有期徒刑或50万日元以下罚款 | 无规定                              |
| 兵库县   | 1年以下有期徒刑或50万日元以下罚款   | 30万日元以下罚款或科罚              |
| 奈良县   | 2年以下有期徒刑或100万日元以下罚款  | 30万日元以下罚款                    |
| 和歌山县 | 2年以下有期徒刑或100万日元以下罚款  | 6个月以下有期徒刑或30万日元以下罚款 |
| 鸟取县   | 1年以下有期徒刑或50万日元以下罚款   | 20万日元以下罚款                    |
| 岛根县   | 1年以下有期徒刑或50万日元以下罚款   | 30万日元以下罚款                    |
| 冈山县   | 1年以下有期徒刑或50万日元以下罚款   | 30万日元以下罚款                    |
| 广岛县   | 1年以下有期徒刑或50万日元以下罚款   | 50万日元以下罚款                    |
| 山口县   | 2年以下有期徒刑或100万日元以下罚款  | 有规定但无处罚                      |
| 德岛县   | 1年以下有期徒刑或50万日元以下罚款   | 30万日元以下罚款                    |
| 香川县   | 2年以下有期徒刑或100万日元以下罚款  | 同左                                |
| 爱媛县   | 2年以下有期徒刑或100万日元以下罚款  | 同左                                |
| 高知县   | 2年以下有期徒刑或100万日元以下罚款  | 1年以下有期徒刑或50万日元以下罚款   |
| 福冈县   | 2年以下有期徒刑或100万日元以下罚款  | 1年以下有期徒刑或50万日元以下罚款   |
| 佐贺县   | 2年以下有期徒刑或50万日元以下罚款   | 1年以下有期徒刑或30万日元以下罚款   |
| 长崎县   | 2年以下有期徒刑或50万日元以下罚款   | 同左                                |
| 熊本县   | 2年以下有期徒刑或100万日元以下罚款  | 1年以下有期徒刑或50万日元以下罚款   |
| 大分县   | 2年以下有期徒刑或100万日元以下罚款  | 1年以下有期徒刑或50万日元以下罚款   |
| 宫崎县   | 2年以下有期徒刑或50万日元以下罚款   | 1年以下有期徒刑或30万日元以下罚款   |
| 鹿儿岛县 | 2年以下有期徒刑或100万日元以下罚款  | 1年以下有期徒刑或50万日元以下罚款   |
| 冲绳县   | 2年以下有期徒刑或50万日元以下罚款   | 同左                                |

### 大阪府的条例修订
根据大阪府的青少年健全育成条例，如果没有“威胁、欺骗或让青少年困惑”（即没有威胁、欺骗的情形），则不在处罚范围内。这一高标准的证据要求成为障碍，导致淫行处罚规定下的逮捕人数极少。大阪府于2019年12月发布了题为“关于大阪府青少年健全育成审议会的提议”的声明，并征求府民意见，经过审议后，最终决定进行条例修订。

## 相关书籍
- 性权利论坛编《“淫行条例”13个疑问——能消除少女卖春现象吗!? …GENJIN书籍系列 (01)》现代人文社，1996年10月，ISBN 4906531148
- 藤井诚二《18岁以下“健全育成”计划——制定淫行条例和东京都“买春”处罚规定的人们的野望》现代人文社，1997年12月，ISBN 4906531393
- 宫台真司等《<性自决>原论：援助交际、卖春、儿童性》纪伊国屋书店，1998年4月，ISBN 4314008210
- 朱迪丝·莱文等《青少年有害！对儿童“性”的恐惧社会》河出书房新社，2004年6月，ISBN 4309243169
  - 原著：Judith Levine, Joycelyn M. Elders, Harmful to Minors: The Perils of Protecting Children from Sex，University of Minnesota Press, Mar 2002, ISBN 0816640068, paperback: Thunder's Mouth Press, Aug 2003, ISBN 1560255161